# Eupithecia chiricahuata
Eupithecia chiricahuata är en fjärilsart som beskrevs av Mcdunnough 1944. Eupithecia chiricahuata ingår i släktet Eupithecia och familjen mätare. Inga underarter finns listade i Catalogue of Life.